# Jens Todt
Jens Todt (Hamelin, 1970. január 5. –) német labdarúgó.

## Pályafutása
1992 és 2003 között 208 Bundesliga-mérkőzésen szerepelt az SC Freiburg, a Werder Bremen és a VfB Stuttgart játékosaként. 1994 és 1995 között három alkalommal szerepelt a német labdarúgó-válogatottban is. A válogatottat súlytó sérülések miatt szerepelt a csapat 1996-os Európa-bajnoki keretében, ám a kontinensbajnokságon nem lépett pályára.
A visszavonulása után a Der Spiegel újságírójaként dolgozott, jelenleg a Hamburger SV utánpótláscsapatának a koordinátora.

## Sikerei, díjai

### Klubcsapatokkal
- SC Freiburg:
  - Német másodosztály bajnoka: 1993
  - Német bajnoki bronzérmes: 1995
- Werder Bremen:
  - Intertotó-kupa-győztes: 1998
  - Németkupa-győztes: 1999
- VfB Stuttgart:
  - Intertotó-kupa-győztes: 2000, 2002
  - Német bajnoki ezüstérmes: 2003

### Válogatottal
- Európa-bajnok: 1996

## Mérkőzései a válogatottban
| #  | Időpont           | Ellenfél          | Eredmény | Típus      | Megjegyzés |
| -- | ----------------- | ----------------- | -------- | ---------- | ---------- |
| 1. | 1994. október 12. | Magyarország (i)  | 0–0      | Barátságos |            |
| 2. | 1995. február 22. | Spanyolország (i) | 0–0      | Barátságos |            |
| 3. | 1995. június 23.  | Svájc (i)         | 2–1      | Barátságos |            |